# Mysłowice (gromada)
Mysłowice – dawna gromada, czyli najmniejsza jednostka podziału terytorialnego Polskiej Rzeczypospolitej Ludowej w latach 1954–1972.
Gromady, z gromadzkimi radami narodowymi (GRN) jako organami władzy najniższego stopnia na wsi, funkcjonowały od reformy reorganizującej administrację wiejską przeprowadzonej jesienią 1954 do momentu ich zniesienia z dniem 1 stycznia 1973, tym samym wypierając organizację gminną w latach 1954–1972.
Gromadę Mysłowice z siedzibą GRN w Mysłowicach utworzono – jako jedną z 8759 gromad na obszarze Polski – w powiecie kołobrzeskim w woj. koszalińskim na mocy uchwały nr 43/54 WRN w Koszalinie z dnia 5 października 1954. W skład jednostki weszły obszary dotychczasowych gromad Mysłowice, Powalice i Poradz ze zniesionej gminy Sławoborze w tymże powiecie. Dla gromady ustalono 11 członków gromadzkiej rady narodowej.
13 listopada 1954 (z mocą wstecz od 1 października 1954) gromadę włączono do nowo utworzonego powiatu świdwińskiego w tymże województwie, gdzie ustalono dla niej 12 członków gromadzkiej rady narodowej.
Gromadę zniesiono 1 stycznia 1958, a jej obszar włączono do gromady Sławoborze w tymże powiecie.